# Konstantin Radenos
Konstantin Radenos (auch Radinos, mittelgriechisch Κωνσταντῖνος ῾Ραδηνός; † nach 13. April 1204) war ein byzantinischer Aristokrat in der Zeit des Vierten Kreuzzugs.

## Leben
Der Sebastos Konstantin Radenos gehörte der seit dem 10. Jahrhundert einflussreichen Familie der Radenoi an, die mit den Herrscherfamilien der Lakapenoi und Argyroi verwandt war. Er war ein Gefolgsmann von Kaiser Alexios III., in dessen Auftrag er 1199 die Tochter des Protostrators Manuel Kamytzes zu ihrem Bräutigam Dobromir Chrysos eskortierte.
Nach dem Sturz von Kaiser Isaak II. und dessen Sohn und Mitregenten Alexios IV. trat am 25. Januar 1204 in der Hagia Sophia in Konstantinopel tumultuarisch eine Senats- und Priesterversammlung zusammen, um einen neuen Herrscher zu bestimmen. Die Wahl fiel der Nowgoroder Chronik zufolge zuerst auf einen gewissen Radenos, der möglicherweise mit dem Sebastos von 1199 zu identifizieren ist. Er entzog sich der Krönung jedoch, indem er sich in ein Mönchsgewand gehüllt vor der Menge verbarg. Nachdem auch andere Kandidaten abgelehnt hatten, wurde schließlich am 27. (oder 28.) Januar Nikolaos Kanabos zum Kaiser akklamiert, aber schon wenige Tage später von dem General Alexios Dukas Murtzuphlos abgesetzt und kurz darauf ermordet.
Nach dem Fall Konstantinopels am 13. April 1204 scheint Konstantin Radenos in die Dienste des Lateinischen Kaiserreichs getreten zu sein. Ein Siegel, das in die Zeit nach 1204 datiert wird, nennt Konstantin Radenos als Eparchos von Konstantinopel, das heißt Stadtpräfekt. Der Zeitpunkt seines Todes ist unbekannt.